# 깔대기늑대거미
깔대기늑대거미(Common funnel web spider)는 깔대기늑대거미속의 일종이며, 깔대기늑대거미속의 모식종이다. 인도, 대만에서 발견된다.
깔대기늑대거미는 지면에 그물을 치며, 위협받을 때는 깔대기 속으로 도망친다. 집단으로 모여 사는 특성이 있으며. 아침에는 거미줄에 이슬이 맺혀 장관을 이룬다.

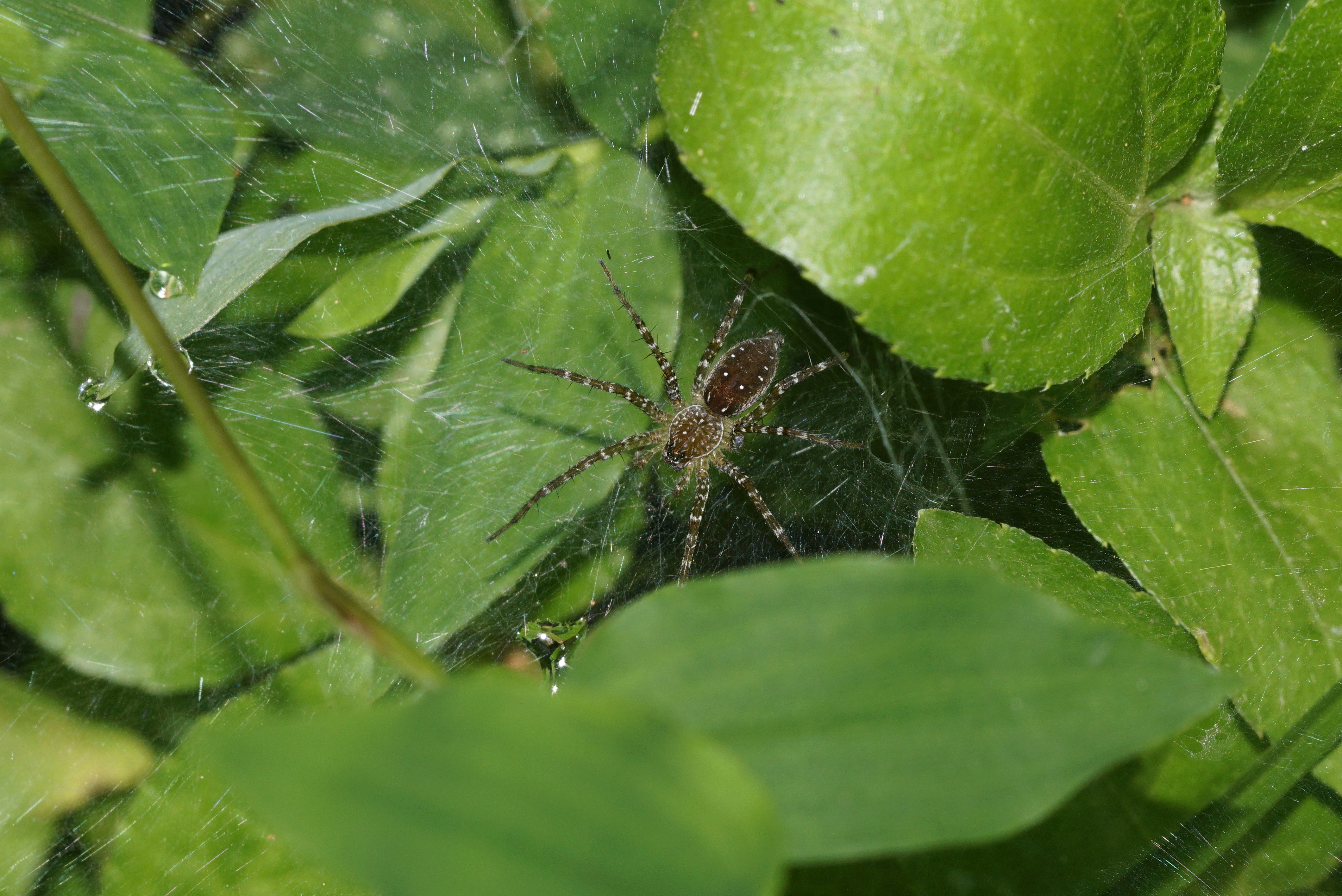
식물 사이에 그물을 친 깔대기늑대거미